# Nesidioblastoma
Em medicina, um nesidioblastoma é um raro tumor neuroendócrino pancreático, secretor de insulina. O termo data pelo menos do ano de 1938, aparecendo num artigo publicado no The American Journal of Pathology. Nesse artigo, as lesões foram julgadas como crescimentos de adenomas histologicamente benignos, associados a severa e longa hipoglicemia devido a hiperinsulinismo. A remoção cirúrgica corrigiu os problemas de baixa glicose. Não há rigorosa e definitiva separação de insulinoma, em termos de definição, para além da ênfase original colocada na observada recapitulação histológica precisa da estrutura normal das Ilhotas de Langerhans no adenomas, que não tinham características microscópicas de agressividade.
A hipoglicemia funcional observada com estas lesões também é uma característica da nesidioblastose, em que, no entanto, uma mais difusa hiperplasia das células beta do pâncreas é encontrada, muitas vezes com uma anormal aparência microscópica.